# Jussi Väisälä
Jussi Ilmari Väisälä, född 2 mars 1935 i Åbo, är en finländsk matematiker, son till Kalle Väisälä.
Väisälä blev filosofie doktor 1959 och var 1967–1998 professor i matematik vid Helsingfors universitet.
Under 1960 utvecklade Väisälä, även tillsammans med Frederick Gehring, teorin för kvasikonforma avbildningar i flera dimensioner, och under 1970-talet, tillsammans med Olli Martio och Seppo Rickman, teorin för kvasireguljära funktioner. Sedan 1980-talet har han i huvudsak inriktat sin forskning på frågor av geometrisk natur inom teorin för metriska rum.
År 1971 kallades han till ledamot av Finska Vetenskapsakademien.